# Histogram matching

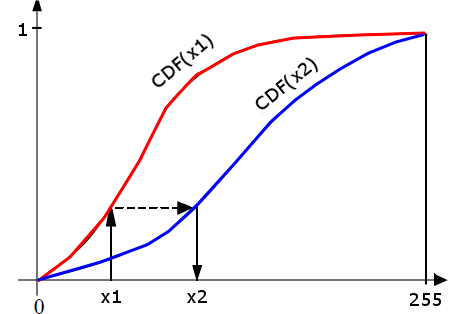
Esempio di histogram matching

Con il termine histogram matching si intende un metodo di elaborazione digitale delle immagini tra due istogrammi di immagini.
È possibile usare questa tecnica per normalizzare due immagini quando queste sono state acquisite con la stessa illuminazione sullo stesso luogo, ma con sensori differenti.

## Algoritmo
Date due immagini, quella di riferimento e quella da migliorare, si calcolano i loro istogrammi. Poi si valutano le loro corrispondenti funzione di ripartizione (Cumulative distribution function - CDF): {\displaystyle F_{1}(x_{1})=CDF(x_{1})} per l'immagine di riferimento e {\displaystyle F_{2}(x_{2})=CDF(x_{2})} per l'altra.
Poi per ogni livello di grigio {\displaystyle x_{1}\in [0,255]}, si raggiunge il corrispondente quantile {\displaystyle q} sull'asse delle ascisse, si procede in orizzontale per ritrovare lo stesso quantile {\displaystyle q} per la {\displaystyle F_{2}}, ed infine si trova il corrispondente livello di grigio {\displaystyle x_{2}} per il quale {\displaystyle F_{1}(x_{1})=F_{2}(x_{2})}.
Procedendo in questa maniera, risulta facile riuscire a passare da una tipologia di distribuzione ad un'altra.